# Île Mohawk
Vous lisez un « bon article » labellisé en 2016.
Pour les articles homonymes, voir Mohawk.
L'île Mohawk est une île située au nord-est du lac Érié dans le comté de Haldimand en Ontario au Canada. Elle est composée de calcaire presque dénué de toute végétation, et n'a qu'une très faible hauteur par rapport au niveau des eaux. Elle sert notamment de colonie pour le goéland hudsonien, le goéland à bec cerclé, le cormoran à aigrettes et la sterne caspienne. Ses eaux limitrophes sont aussi visitées par les oiseaux migrateurs, comme le canard colvert, la bernache du Canada, le garrot à œil d'or, les fuligules et les bécasseaux.
Un phare est établi sur l'île entre 1846 et 1848 dans le but d'indiquer les écueils près de l'entrée amont du canal Welland à Port Maitland. Le phare perd de l'importance en 1934 lors du réalignement du canal à Port Colborne. En 1969, ses mécanismes sont détruits lors d'un incendie et il est remplacé par une simple bouée de navigation. La gestion de l'île est transférée au Service canadien de la faune en 1976, et elle est alors désignée sous le nom de réserve nationale de faune de l'Île-Mohawk en 1978. La ruine du phare est quant à elle protégée en tant que phare patrimonial en 2015.

## Géographie
L'île Mohawk est située dans le bassin Est du lac Érié en Ontario, à 20 km au sud-est de Port Colborne, près de l'embouchure de la rivière Grand. L'île est un affleurement calcaire émergeant à peine du lac Érié. Le substrat de l'île est composé de calcaire de la formation de Dundee (en), une formation géologique datant de l'Eifelien (entre 397,5 et 391,8 millions d'années),. Vu sa faible altitude, la proportion des terres émergées de l'île varie en fonction du niveau du lac. Par exemple, la superficie de l'île était de 16 325 m2 en 1995 et de 26 325 m2 en 2006. Le niveau du lac Érié peut varier de quatre mètres, mais il oscille généralement entre un ou deux mètres. Durant les tempêtes du mois de novembre, les vagues sur le lac peuvent atteindre entre deux et cinq mètres et submergent parfois l'île.
Le climat de l'île est tempéré par les Grands Lacs. Au printemps, la température est rafraîchie par les masses d'air humide du lac Érié et reste près du point de congélation. En automne et en hiver, l'eau plus chaude du lac réchauffe l'air et forme souvent du brouillard.
L'île est dénudée jusqu'au roc, bien que certaines crevasses et le secteur le plus élevé de l'île aient une mince couche de sol. Elle comprend une plage et un monticule de sable et de gravier sur ses côtes sud et est. Sur le côté sud-est, on retrouve un monticule formé de coquilles de moules zébrées et de moules quagga.

## Milieu naturel

### Flore
La végétation de l'île Mohawk est clairsemée et peu diversifiée. On y retrouve seulement quelques colonies d’herbacées et de graminées dans les crevasses de l'île. Les espèces présentes sont la potentille simple, la renouée persicaire, le pissenlit officinal, une espèce de rumex non identifiée, la salicaire commune et des espèces de verges d'or. On y retrouve aussi des lichens et des mousses sur la roche. Dans les crevasses immergées, on trouve des carex et des joncs. Le fait que l'île soit dénudée jusqu'au roc et exposée à des événements pluviohydrologiques fréquents rend peu probable le rétablissement d'une végétation.

### Faune

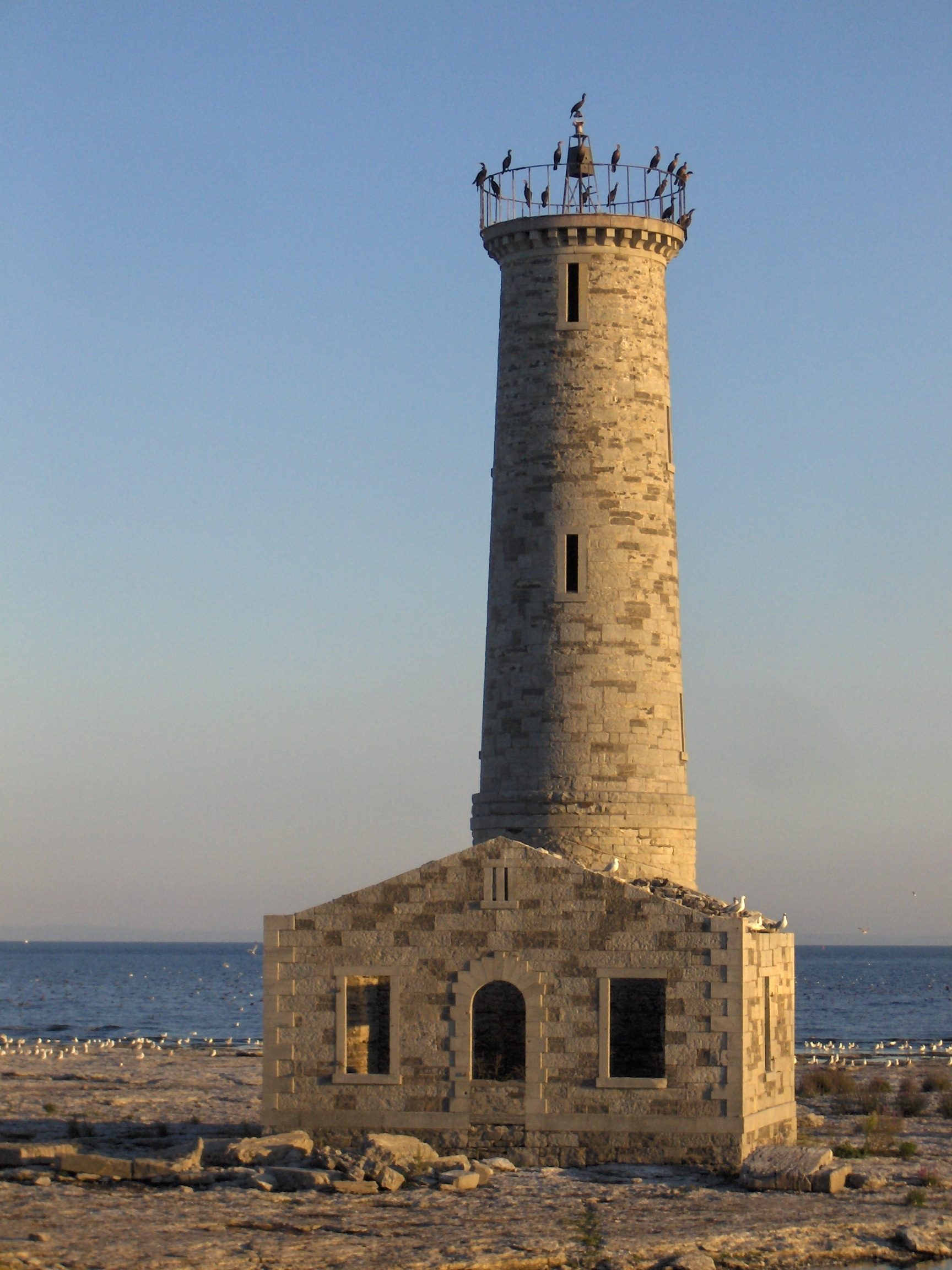
Le phare de l'Île-Mohawk où sont perchés des cormorans et des goélands.

Les principales espèces d'oiseaux nicheurs sont le goéland hudsonien, le goéland à bec cerclé, le cormoran à aigrettes et la sterne caspienne. Les colonies de goéland hudsonien et de cormoran à aigrettes sont les plus importantes du bassin Est du lac Érié pour ces espèces, celle de sterne caspienne est la seule connue du lac. La sterne pierregarin et le goéland marin ont aussi déjà niché sur l'île.
La première mention de nidification du goéland hudsonien date de 1943. La population a ensuite lentement augmenté pour atteindre 200 nids en 1966. La population s'est mise ensuite à varier selon les années entre 200 et 250 nids. Les 253 nids de 2007 représentaient 10,1 % des nids répertoriés autour du lac Érié. Le goéland à bec cerclé a aussi été signalé pour la première fois sur l'île en 1943. La population y a augmenté beaucoup plus rapidement que celle du goéland hudsonien, pour atteindre un sommet de 6 300 nids en 1964. La population a ensuite varié entre 1 500 et 2 400 nids. Les 2201 nids répertoriés en 2010 représentaient 6,1 % des nids autour du lac Érié.
Le cormoran à aigrettes est arrivé sur l'île en 1983. Le nombre de nids a ensuite augmenté de façon soutenue pour atteindre un sommet de 1 586 nids en 2008. Cette augmentation est représentative de celle observée autour des Grands Lacs. En 2009, les 800 nids représentent 9 % du nombre de nids autour du lac Érié.
La sterne caspienne a commencé à nicher sur l'île en 1996. Elle niche exclusivement sur les dépôts de coquilles de moules zébrées et de moule quagga, deux espèces envahissantes dans les Grands Lacs. Bien que variable, la population nicheuse est en constante augmentation. En 2007, la colonie comprenait 300 nids, soit 10,3 % de la population des Grands Lacs,.
En 1946, la sterne pierregarin est la principale espèce nichant sur l'île avec entre 1 400 et 1 800 couples. À partir de 1960, la population des goélands a augmenté, entraînant une diminution de la végétation sur l'île ainsi qu'une diminution des couples. Plus aucun nid n'est observé depuis 2004. Le goéland marin, qui est observé pour la première fois sur l'île en 1991, niche sur l'île de façon intermittente.
Le faible niveau de l'île rend les colonies particulièrement vulnérables aux vagues. Par exemple, la colonie de sternes caspiennes est totalement détruite en juin 2010 par une forte seiche qui a élevé le niveau de l'eau de plus d'un mètre dans le bassin Est du lac Érié.
Depuis 1970, au moins vingt espèces de sauvagine ont été observées à moins de 1,5 km du littoral de l'île. En périodes de migration, le canard colvert, la bernache du Canada, le garrot à œil d'or, les fuligules et les bécasseaux fréquentent la région de l'île Mohawk lors de leur traversée du lac Érié. La population de canards colverts et de canards noirs fréquentant la région a plus que doublé entre les années 1970 et les années 1990 et celle de la bernache du Canada a été multipliée par plus de treize. La région de l'île est considérée comme d'importance secondaire par rapport à d'autres secteurs du lac Érié, tels que la pointe Long.
En dehors des oiseaux, une seule espèce de vertébré a été observée sur l'île, la couleuvre rayée, vue dans les fondations du phare.

## Histoire
Le phare et la maison de gardien, originellement connus sous le nom de l'île Gull, ont été construits entre 1846 et 1848 dans le but de signaler les hauts-fonds près de l'entrée du canal Welland à Port Maitland. D'une hauteur de 18 m, le phare a une lanterne octogonale en fer surmontée d’une coupole. Son faisceau lumineux avait une portée de 18 km. En 1911, le ministère des Terres, des Forêts et des Mines de l'Ontario recommande de transférer la propriété de l'île-phare au ministère fédéral de la Marine et des Pêches, pour en faciliter l'entretien. Le phare est automatisé en 1933. En 1934, l'entrée du canal Welland est transférée à Port Colborne, ce qui réduit l'importance du phare. En 1969, un incendie ravage les mécanismes. Il est remplacé la même année par une simple bouée de navigation.
En 1970, le Service canadien de la faune recommande le transfert de l'île ainsi que sa désignation en tant que réserve nationale de faune dans le but de protéger ses colonies aviaires. Le transfert de la propriété de l'île a lieu en 1976 et sa désignation en tant que réserve nationale de faune en 1978. Estimant que l'ancien phare est un danger public, le ministère du Transport émet en 1977 en avis de démolition. Il cède ensuite à la pression populaire et abandonne l'idée de démolir le phare. Seuls les murs du phare et de la maison subsistent en 2016 et il est interdit de pénétrer à l'intérieur de la structure. Elle est classée comme phare patrimonial en 2015 par la Commission des lieux et des monuments historiques du Canada.

## Protection du territoire
L'île est entièrement située dans la réserve nationale de faune de l'Île-Mohawk (anglais : Mohawk National Wildlife Area), une réserve nationale de faune administrée par le Service canadien de la faune d'Environnement et Changement climatique Canada. Elle est l'une des rares aires protégées de la région immédiate, avec les parcs provinciaux de Rock Point et James N. Allan et l'aire de conservation de Byng Island. Le parc provincial Rock Point est une station de baguage du réseau canadien de surveillance des migrations. L'accès à l'île Mohawk est interdit entre le 1er avril et le 30 août pour éviter la perturbation des oiseaux durant leur reproduction. Du 1er septembre au 31 mars, l'accès est permis de jour y compris par des embarcations à moteur. Les activités autorisées sont l'observation de la faune, le pique-nique, la pêche récréative depuis le rivage et la natation.

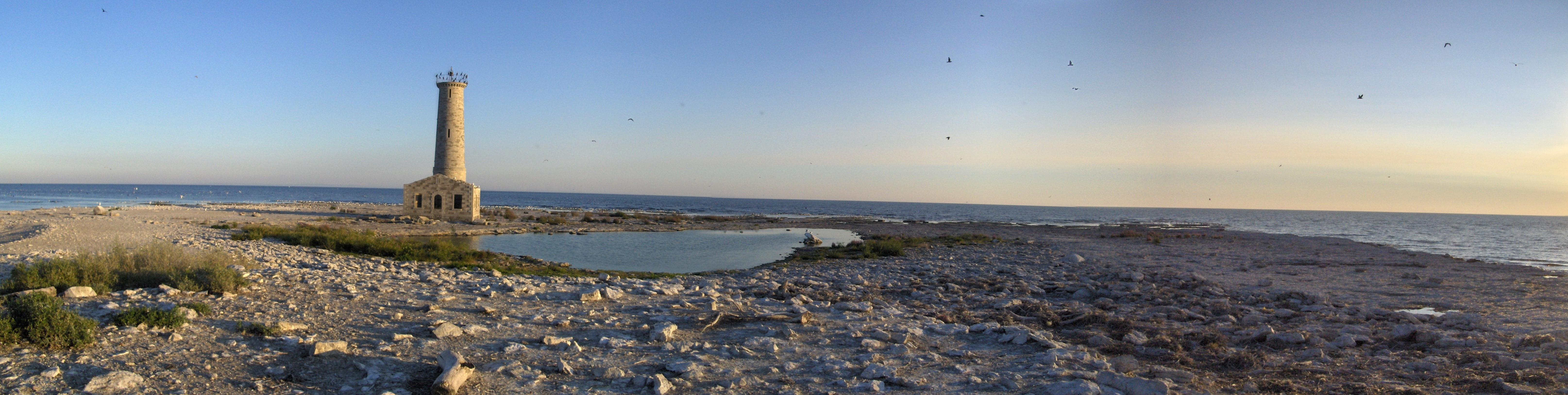
Photo panoramique de l'île.